# Max Kayser (Geiger)
Max Kayser (* 11. Februar 1918 in Hamburg; † nach 1972) war ein deutscher Geiger.

## Leben
Kayser studierte von 1939 bis 1944 privat Violine bei Lessmann in Berlin. 1940 beteiligte er sich an der Uraufführung von Walter Giesekings Kleiner Musik für drei Violinen. Danach besuchte er an der Hochschule für Musik Berlin die Meisterklasse von Max Strub. Kyser galt als „Halbarier“ und musste 1944 seine Studien abbrechen. Im Anschluss war er als Konzertmeister im Berliner Ärzte- und Juristenorchester tätig.
Nach dem Zweiten Weltkrieg wurde er 2. Konzertmeister im Kammerorchester Berlin. Außerdem trat er als Solist in Erscheinung u. a. mit der Nordwestdeutschen Philharmonie. Von Januar bis August 1946 war er Mitglied des Berliner Philharmonischen Orchesters. Danach war er 2. Konzertmeister beim Radio Berlin Tanzorchester. Von 1950 bis in die 1970er Jahre war er mit Hans-Georg Arlt Konzertmeister des Film-, Funk- und Bühnenorchesters Berlin. Bei RIAS Berlin war er mit Irma Spallek Programmgestalter Unterhaltungsmusik.
Ferner war er Primarius des Max Kayser Quartetts mit Milada Brosch an der 2. Violine, Richard Kayser an der Bratsche und Herbert Naumann am Violoncello. 1947 oblag ihm die Uraufführung von Dietrich Erdmanns Streichquartett. Von 1965 bis 1972 bildete er mit Horst Göbel (Klavier) und Gottfried Schmidt-Enders (Violoncello) in Berlin ein Klaviertrio, welches auch im europäischen Ausland konzertierte. Kayser veröffentlichte mehrere Tonträger (Haydn, Mozart, Bruch, Svendsen und Bach u. a.).